# USS Dolphin (SS-169)
USS Dolphin (SS-169) byla diesel-elektrická ponorka námořnictva Spojených států amerických. Původně byla pojmenována USS V7 (SC-3). Ve službě byla v letech 1932–1945.

## Stavba
Ponorku postavila loděnice Portsmouth Naval Shipyard v Kittery ve státě Maine. Stavba byla zahájena v červnu 1930, ponorka byla spuštěna na vodu 6. března 1932 a uvedena do služby 1. července 1932.

## Konstrukce

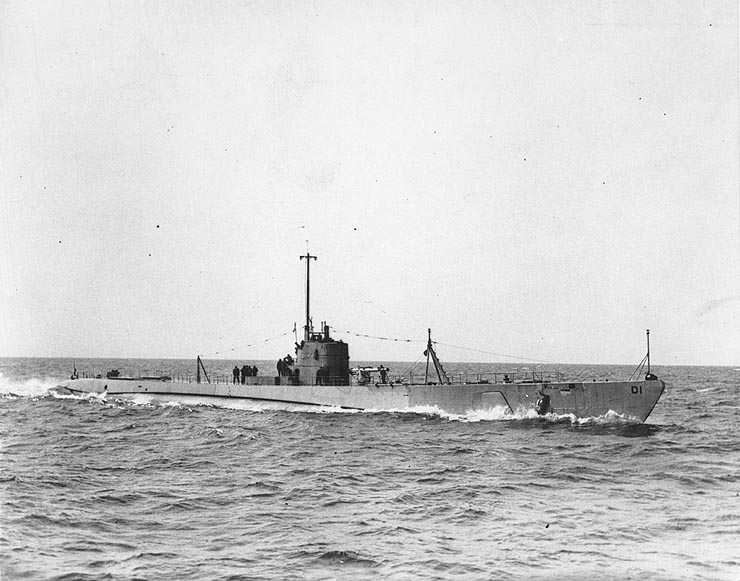
USS Dolphin (SS-169)

Ponorka byla vyzbrojena jedním 102mm kanónem, čtyřmi 7,6mm kulomety a šesti 533mm torpédomety (čtyři na přídi a dva na zádi). Mohla naložit 18 torpéd. Pohonný systém tvořily dva diesely MAN o výkonu 3500 hp a dva elektromotory MAN o výkonu 1750 hp, pohánějící dva lodní šrouby. Nejvyšší rychlost na hladině dosahovala 17 uzlů a pod hladinou 8 uzlů. Dosah byl 6000 námořních mil při rychlosti 10 uzlů na hladině a 50 námořních mil při rychlosti 5 uzlů pod hladinou. Operační hloubka ponoru až 75 metrů.

### Modernizace
V polovině 30. let ponorka dostala novou hlavňovou výzbroj jednoho 76,2mm kanónů a dvou 12,7mm kulometů.

## Služba
Ponorka byla bojově nasazena za druhé světové války. V letech 1941–1942 podnikla dvě patroly v Pacifiku. Následně už mělo námořnictvo dostatek modernějších ponorek a Doplhin byl převeden k výcviku.